# Explorer 49
Explorer 49 – amerykańska sonda kosmiczna przeznaczona do badań radioastronomicznych, sztuczny satelita Księżyca.

## Cel misji
Zadaniami sondy były pomiary pól magnetycznych i promieniowania korpuskularnego, badania oddziaływania wiatru słonecznego z Księżycem oraz zjawisk związanych z przechodzeniem Księżyca przez warkocz magnetosfery Ziemi.

## Przebieg misji
10 lipca 1973 roku wysłano satelitę Explorer 49 przeznaczonego do badań radioastronomicznych (Radio Astronomy Explorer 2). Satelita ten kontynuował misję Explorera 38 (Radio Astronomy Explorer 1), który został wprowadzony na orbitę okołoziemską 4 lipca 1968 roku.
Tym razem, dla uniknięcia zakłóceń obserwacji, powodowanych przez Ziemię, satelitę skierowano na orbitę okołoksiężycową, z której prowadził badania za pomocą interesujących z punktu widzenia techniki kosmicznej, samorozwijalnych anten o długości 225 metrów.
Po raz ostatni kontakt z sondą nawiązano w sierpniu 1977.